# テアトル・エコー
テアトル・エコー（Theater Echo）は、日本の劇団。1954年（現体制では1956年）に発足し、東京都渋谷区東の恵比寿・エコー劇場を本拠とする。劇団は「株式会社テアトル・エコー」が運営している。日本芸能マネージメント事業者協会会員。
エコーグループとして、劇団員を中心とするマネジメント部門（芸能事務所）であるプロダクション・エコーがあるほか、関連組織にスタジオ・エコーやエコー俳優声優アカデミーがある。

## 概要
新劇の喜劇を専門的に上演する老舗の劇団として知られ、近年は年2回前後の本公演や企画公演、全国巡演を行う。
ニール・サイモンやノエル・カワードなど現代喜劇を多く上演する一方で、オリジナル作品にも積極的であり劇作家としてはキノトールや井上ひさしを出している。また、新人劇作家の発掘を目的に創作戯曲を募集している。
日本新劇製作者協会、日本劇団協議会、日本芸能マネージメント事業者協会に加盟。
代表は、熊倉一雄が発足初期から2015年の死去まで長年にわたり務めた。以降の代表は村井亨子。劇団のロゴデザインは納谷悟朗が担当。過去には能勢山誠一が劇団代表を務め、和田文夫は1967年から1992年まで法人社長を務めていた。
喜劇専門の劇団であることから、コント赤信号、ダチョウ倶楽部の上島竜兵と寺門ジモンなど後にお笑い芸人として活動する者もいる。
劇団内には附属養成所があり、後進の育成にも積極的である。2017年以降は「エコー俳優声優アカデミー」と改称、リニューアルした。
マネジメントに関して、現在は劇団と同一グループにある「プロダクション・エコー」が担当。2023年10月1日までの名称は「テアトル・エコー放送映画部」で、劇団員のマネジメントである「劇団演技部」と、その他（声優業のみなど）のマネジメントである「放送映画部」に分かれていたが、改称後は統一された。

### 声優活動
声優としても活動する劇団員が多数所属している。これは、発足して間もない1950年代当時、黎明期のテレビで海外作品の吹き替え放映の際に新劇俳優が声優に起用されることが多く、テアトル・エコー所属者の多くも吹き替えに多用されたことが始まりである。納谷悟朗によると、当初はテレビドラマなど俳優として顔出しの出演もあったが、拘束日数の長さを考慮したマネージャー側により短時間でできる声の仕事が自然と増えたという。
吹き替えやテレビアニメには草創期より数多くの劇団員が出演し、キャスティング協力をして劇団員が出演の大半を占める作品もあった（当時のおもな出演作品は#劇団員が多数出演した作品を参照）。附属養成所出身でかつて所属した田中真弓は後に「（入団当時は）声優の創成期みたいなのを作った人たちがいた」と回想している。
特撮番組では、1980年代初頭まで怪人役を中心にテアトル・エコー劇団員の占める割合が高かった。劇団員の1人である沢りつおは、普通の俳優では怪人役を引き受けないため、喜劇専門のテアトル・エコーに声がかかったと述べている。
1970年代から1980年代頃までは、ワーナー・ブラザース作品（『ピンク・キャデラック』など）やディズニー作品（『101匹わんちゃん』など）で吹き替え制作に協力しており、劇団員がユニットで出演する機会も多かった。1988年には吹き替え版制作を行う関連会社スタジオ・エコーが発足。現在でもディズニー作品や洋画、海外ドラマの吹き替えを中心に多くの劇団員が活動している。

## 沿革
1950年9月、1931年から1936年まで存在した劇団テアトル・コメディに在籍していた北沢彪を中心に、朗読の勉強会として前身となる「やまびこ会」が発足。
1954年6月、劇団活動を開始。同時に、北沢の命名で「やまびこ会」を英語にした「テアトル・エコー」と改称。
1956年9月、資金難から解散の危機を迎えたものの、梶哲也の自宅に19人が集い気焔をあげる形で再建。現体制の礎となる。同年12月には、原宿表参道に近い渋谷区神宮前に初となる稽古場を開設。1957年に法人化。
この頃、熊倉一雄らの人脈から多数の劇団員がテレビなどマスコミに出演を開始。主に吹き替えやラジオドラマなど声優活動を行うようになる。1957年にはKRテレビ（現：TBS）で放映の『海賊船サルタナ』吹き替え版制作に関与し、初の劇団ユニットで制作した吹き替えとなった。
1963年11月、渋谷区恵比寿に稽古場を建設。1965年6月には稽古場2階に仮設の小劇場「屋根裏劇場」を建設。
1970年7月、日本初の本格的小劇場「テアトル・エコー」を建設。こけら落しは第36回公演『表裏源内蛙合戦』。
1970年代になると「観客が笑いすぎてイスから転げ落ちた」というエピソードが評判になったほか、それまでの「軽新劇だ、アテレコ・エコーだ」などの低評価が一転。1970年12月に第5回紀伊國屋演劇賞団体賞を受賞し、1971年には第9回ゴールデン・アロー賞の演劇賞を受賞するなど一躍人気劇団の一つとなる。
1984年、第71回公演『サンシャイン・ボーイズ』が文化庁芸術祭優秀賞を受賞。
1988年10月、グループ企業として海外作品の吹き替え版を制作する株式会社スタジオ・エコーが設立。
1991年10月、第91回公演『風と気まぐれ』が旧テアトル・エコー劇場最終公演となる。同年12月、渋谷区東3丁目に現在の本拠地となる恵比寿・エコー劇場（エコービル）を建設。劇場の他、スタジオ・エコーの録音スタジオや編集室なども備えた地下1階・地上8階建ての施設となり、劇場運営はスタジオ・エコーとなった。こけら落しは第92回公演『表裏源内蛙合戦』で、1992年4月から翌年3月までオープニング記念連続公演となった。
1997年、第105回公演『ら抜きの殺意』が鶴屋南北戯曲賞を受賞。2004年、第126回公演『ルームサービス』が文化庁芸術祭大賞を受賞。
2015年、発足初期から長年にわたり代表を務めた熊倉一雄が死去。
2017年、附属養成所が「エコー俳優声優アカデミー」と改称しリニューアル。
2020年、予定されていた第159回公演「ママごと」が新型コロナウイルス感染症流行の影響により中止。約2年間の延期を経て、2022年4月に公演された。

## 主な公演
| 年     | 月   | 公演回      | 作品名                                         | 原作                                              | 演出                |
| ------ | ---- | ----------- | ---------------------------------------------- | ------------------------------------------------- | ------------------- |
| 1957年 | 3月  | 第10回公演  | 「ドライアイスの海」                           | キノトール                                        | 石川甫              |
| 1957年 | 7月  | 第11回公演  | 「計算機」                                     | E・ライス                                         | 戸部信一            |
| 1958年 | 2月  | 第12回公演  | 「婦人科医プレトリウス博士」                   | R・ゲッツ                                         | 戸部信一            |
| 1958年 | 8月  | 第13回公演  | 「男の中の男」                                 | キノトール                                        | キノトール 戸部信一 |
| 1958年 | 12月 | 第14回公演  | 「どん底」                                     | M・ゴーリキー                                     | 戸部信一            |
| 1959年 | 6月  | 第15回公演  | 「四人の隊長の恋」                             | P・ユスティノフ                                   | 戸部信一            |
| 1959年 | 11月 | 第16回公演  | 「夜が追ってくる」                             | 岡本克己                                          | 戸部信一            |
| 1960年 | 3月  | 第17回公演  | 「ミラノを見て死ね」                           | キノトール                                        | キノトール 戸部信一 |
| 1960年 | 8月  | 第18回公演  | 「リリオムの回転木馬」                         | F・モルナール                                     | 戸部信一            |
| 1960年 | 11月 | 第19回公演  | 「新ハムレット」                               | 太宰治                                            | 栗山昌良            |
| 1961年 | 6月  | 第20回公演  | 「真夏の夜の夢」                               | キノトール                                        | 戸部信一            |
| 1962年 | 7月  | 第21回公演  | 「平家物語」                                   | キノトール                                        | キノトール 戸部信一 |
| 1963年 | 4月  | 第22回公演  | 「イヴとアダム」                               | 三木鮎郎 ほか                                     | 戸部信一            |
| 1964年 | 6月  | 第23回公演  | 「四人の隊長の恋」                             | P・ユスティノフ                                   | 江里口喬            |
| 1964年 | 11月 | 第24回公演  | 「レースの鎧」                                 | 松木ひろし                                        | キノトール          |
| 1965年 | 10月 | 第25回公演  | 「青年がみな死ぬ時」                           | キノトール                                        | キノトール          |
| 1966年 | 3月  | 第26回公演  | 「オレンジ色の罪状」                           | 松木ひろし                                        | 島田親一            |
| 1966年 | 10月 | 第27回公演  | 「海賊」                                       | M・アシャール                                     | 江里口喬            |
| 1967年 | 3月  | 第28回公演  | 「カチカチ山」ほか                             | 太宰治                                            | 早野寿郎            |
| 1967年 | 10月 | 第29回公演  | 「罠」                                         | L・トマ                                           | 小林泰衛            |
| 1968年 | 2月  | 第30回公演  | 「ボーイング・ボーイング」                     | M・カモレッティ                                   | キノトール          |
| 1968年 | 5月  | 第31回公演  | 「赤ちゃん今晩わ」                             | A・ルッサン                                       | 小林泰衛            |
| 1968年 | 7月  | 第32回公演  | 「罪と罰」                                     | F・ドストエフスキー                               | 熊倉一雄 納谷悟朗   |
| 1968年 | 10月 | 第33回公演  | 「われら今夜の悪夢」                           | キノトール                                        | キノトール          |
| 1969年 | 2月  | 第34回公演  | 「日本人のへそ」                               | 井上ひさし                                        | 熊倉一雄            |
| 1969年 | 5月  | 第35回公演  | 「娑婆に脱帽」                                 | 松木ひろし                                        | 納谷悟朗            |
| 1970年 | 7月  | 第36回公演  | 「表裏源内蛙合戦」                             | 井上ひさし                                        | 熊倉一雄            |
| 1970年 | 11月 | 第37回公演  | 「うるわしのバカ娘」                           | M・アシャール                                     | キノトール          |
| 1971年 | 4月  | 第38回公演  | 「11ぴきのネコ」                               | 井上ひさし                                        | 熊倉一雄            |
| 1971年 | 6月  | 第39回公演  | 「新ハムレット」                               | 太宰治                                            | 納谷悟朗 熊倉一雄   |
| 1971年 | 9月  | 第40回公演  | 「道元の冒険」                                 | 井上ひさし                                        | 熊倉一雄            |
| 1972年 | 1月  | 第41回公演  | 「マリリン・モンロー」                         | 戸板康二                                          | キノトール          |
| 1972年 | 7月  | 第42回公演  | 「じゃがいも」                                 | M・アシャール                                     | 江里口喬            |
| 1972年 | 10月 | 第43回公演  | 「日本人のへそ」                               | 井上ひさし                                        | 熊倉一雄            |
| 1973年 | 3月  | 第44回公演  | 「珍訳聖書」                                   | 井上ひさし                                        | 熊倉一雄            |
| 1973年 | 7月  | 第45回公演  | 「11ぴきのネコ」                               | 井上ひさし                                        | 熊倉一雄            |
| 1975年 | 1月  | 第46回公演  | 「それからのブンとフン」                       | 井上ひさし                                        | 熊倉一雄            |
| 1976年 | 2月  | 第47回公演  | 「みにくいあひるのこ」                         | F・マルソー                                       | 熊倉一雄            |
| 1976年 | 7月  | 第48回公演  | 「法界坊悪行極楽」                             | 奈可七五三原本 十一代喜八欺本                     | 江里口喬            |
| 1977年 | 1月  | 第49回公演  | 「中年よ大志を抱け」                           | P・シェノ                                         | キノトール          |
| 1977年 | 10月 | 第50回公演  | 「ノーセックス・プリーズ」                     | A・マリオット A・フット                           | 熊倉一雄            |
| 1978年 | 1月  | 第51回公演  | 「トレヴァ」                                   | J・ボウエン                                       | 江里口喬            |
| 1978年 | 4月  | 第52回公演  | 「ホーム・ドラマ」                             | 伊藤裕弘                                          | 江里口喬            |
| 1978年 | 9月  | 第53回公演  | 「ブラック・コメディ」                         | P・シェーファー                                   | 納谷悟朗            |
| 1979年 | 6月  | 第54回公演  | 「怪盗ママ」                                   | M・パコム                                         | キノトール          |
| 1979年 | 9月  | 第55回公演  | 「一度は行ってみたい地獄」                     | 岡本克己                                          | 熊倉一雄            |
| 1979年 | 12月 | 第56回公演  | 「お国のためだ目をつぶれ」                     | A・マリオット J・チャプマン                       | キノトール          |
| 1980年 | 3月  | 第57回公演  | 「ローゼンクランツとギルデンスターンは死んだ」 | T・ストッパード                                   | 水田晴康            |
| 1980年 | 5月  | 第58回公演  | 「V・I・P」                                    | 伊藤裕弘                                          | 江里口喬            |
| 1980年 | 9月  | 第59回公演  | 「二番街の囚人」                               | N・サイモン                                       | 酒井洋子 キノトール |
| 1980年 | 12月 | 第60回公演  | 「純情雪景色」                                 | 松原敏春                                          | 熊倉一雄            |
| 1981年 | 3月  | 第61回公演  | 「ブローニュの森は大騒ぎ」                     | P・シェノ                                         | 納谷悟朗            |
| 1981年 | 9月  | 第62回公演  | 「水族館」                                     | A・ニコライ                                       | 水田晴康            |
| 1981年 | 12月 | 第63回公演  | 「地下は天国」                                 | P・シェノ                                         | 熊倉一雄 江里口喬   |
| 1982年 | 5月  | 第64回公演  | 「整形手術」                                   | P・シェノ                                         | キノトール          |
| 1982年 | 11月 | 第65回公演  | 「恋愛二重奏」                                 | 松原敏春                                          | 熊倉一雄            |
| 1983年 | 2月  | 第66回公演  | 「一発逆転」                                   | T・ストッパード                                   | 熊倉一雄 江里口喬   |
| 1983年 | 5月  | 第67回公演  | 「地下室の火事」                               | P・コホウト                                       | 柴田道広 納谷悟朗   |
| 1983年 | 11月 | 第68回公演  | 「ジンジャーブレッド・レディ」                 | N・サイモン                                       | 酒井洋子            |
| 1984年 | 5月  | 第69回公演  | 「甚助無用鰯烹鍋」                             | 岡本螢                                            | 熊倉一雄            |
| 1984年 | 7月  | 第70回公演  | 「セックステット」                             | M・パートウィー                                   | 納谷悟朗            |
| 1984年 | 10月 | 第71回公演  | 「サンシャイン・ボーイズ」                     | N・サイモン                                       | 酒井洋子            |
| 1985年 | 4月  | 第72回公演  | 「バレるぞ急げ」                               | R・クーニー                                       | キノトール          |
| 1985年 | 6月  | 第73回公演  | 「夏宵漫百鬼夜行」                             | 岡本螢                                            | 熊倉一雄            |
| 1985年 | 10月 | 第74回公演  | 「サンシャイン・ボーイズ」                     | N・サイモン                                       | 酒井洋子            |
| 1986年 | 3月  | 第75回公演  | 「腕ずく」                                     | J・ドヴァル                                       | キノトール          |
| 1986年 | 6月  | 第76回公演  | 「鯵さん鱚さん猫飼好五十三疋」                 | 岡本螢                                            | 熊倉一雄            |
| 1986年 | 8月  | 第77回公演  | 「プラザ・スイート」                           | N・サイモン                                       | 酒井洋子            |
| 1987年 | 4月  | 第78回公演  | 「歌うならラブソング」                         | 永六輔                                            | キノトール          |
| 1987年 | 7月  | 第79回公演  | 「陽気な幽霊」                                 | N・カワード                                       | 熊倉一雄            |
| 1987年 | 10月 | 第80回公演  | 「日射病」                                     | M・ミトワ                                         | 岡田正子            |
| 1988年 | 4月  | 第81回公演  | 「知らぬは他人」                               | 室土猩                                            | 曽我部和恭          |
| 1988年 | 8月  | 第82回公演  | 「プラザ・スイート」                           | N・サイモン                                       | 酒井洋子            |
| 1988年 | 11月 | 第83回公演  | 「ふたつの恋」                                 | A・エイクボーン                                   | 江里口喬            |
| 1989年 | 2月  | 第84回公演  | 「さくらの苑におぼろなる」                     | 田畑喜十                                          | 熊倉一雄            |
| 1989年 | 5月  | 第85回公演  | 「ズボンが…ない!」                             | R・ゴールトン J・アントロバス                     | キノトール          |
| 1989年 | 11月 | 第86回公演  | 「大晦日は脱獄囚と御一緒に…」                  | P・シェノ                                         | 納谷悟朗            |
| 1990年 | 2月  | 第87回公演  | 「芝居は最高!」                                | F・モルナール                                     | 三田地里穂          |
| 1990年 | 9月  | 第88回公演  | 「八人の女」                                   | R・トマ                                           | 上原一子            |
| 1990年 | 11月 | 第89回公演  | 「正しい殺し方教えます」                       | M・サットン A・フィングルトン                     | キノトール          |
| 1991年 | 2月  | 第90回公演  | 「匿名シネマ」                                 | 岡本螢                                            | 熊倉一雄            |
| 1991年 | 10月 | 第91回公演  | 「風と気まぐれ」                               | J・ロージェ                                       | 戸部信一            |
| 1992年 | 4月  | 第92回公演  | 「表裏源内蛙合戦」                             | 井上ひさし                                        | 熊倉一雄            |
| 1992年 | 9月  | 第93回公演  | 「カリフォルニア・スイート」                   | N・サイモン                                       | 酒井洋子            |
| 1992年 | 11月 | 第94回公演  | 「スカピーノ!」                                | F・ダンロップ J・デール                           | 三田地里穂          |
| 1993年 | 3月  | 第95回公演  | 「情事だジョージ非常時だ?!」                   | R・クーニィ                                       | キノトール          |
| 1993年 | 7月  | 第96回公演  | 「馬かける男たち」                             | J・S・ホールム J・アボット                        | 西川信廣            |
| 1993年 | 11月 | 第97回公演  | 「ダニエルのとんだ休日」                       | M・ラングリネ                                     | 岡田正子            |
| 1994年 | 4月  | 第98回公演  | 「正しい殺し方教えます」                       | M・サットン A・フィングルトン                     | キノトール          |
| 1994年 | 9月  | 第99回公演  | 「リチャード三世 -薔薇と道化と王冠と-」        | W・シェイクスピア                                 | 水田晴康            |
| 1995年 | 5月  | 第100回公演 | 「ボディ・ランゲージ」                         | A・エイクボーン                                   | 勝田安彦            |
| 1995年 | 10月 | 第101回公演 | 「馬かける男たち」                             | J・Sホールム J・アボット                          | 西川信廣            |
| 1996年 | 4月  | 第102回公演 | 「カッコーのかくれ家」                         | G・グロッソ M・モド                               | 戸部信一            |
| 1996年 | 11月 | 第103回公演 | 「狂っているのは誰?」                          | J・オートン                                       | 栗山民也            |
| 1997年 | 5月  | 第104回公演 | 「あしたも7時」                                | P・オズボーン                                     | 西川信廣            |
| 1997年 | 12月 | 第105回公演 | 「ら抜きの殺意」                               | 永井愛                                            | 永井愛              |
| 1998年 | 4月  | 第106回公演 | 「病は気から」                                 | モリエール                                        | 三田地里穂          |
| 1998年 | 11月 | 第107回公演 | 「サンシャイン・ボーイズ」                     | N・サイモン                                       | 酒井洋子            |
| 1999年 | 5月  | 第108回公演 | 「他人の首」                                   | M・エーメ                                         | 戸部信一            |
| 1999年 | 11月 | 第109回公演 | 「23階の笑い」                                 | N・サイモン                                       | 酒井洋子            |
| 2000年 | 8月  | 第110回公演 | 「チンプス -特選リフォーム見積無料!?-」        | S・ブロック                                       | 勝田安彦            |
| 2000年 | 11月 | 第111回公演 | 「ざ・ちぇんじ!」                              | 氷室冴子                                          | 壤晴彦              |
| 2001年 | 4月  | 第112回公演 | 「うそつきビリー」                             | K・ウォーターハウス W・ホール                     | 西川信廣            |
| 2001年 | 11月 | 第113回公演 | 「妻の名はモーリス」R・シャール                | 熊倉一雄                                          |                     |
| 2002年 | 4月  | 第114回公演 | 「シルヴィアの結婚」                           | J・チン                                           | 酒井洋子            |
| 2002年 | 5月  | 第115回公演 | 「ら抜きの殺意」                               | 永井愛                                            | 永井愛              |
| 2002年 | 8月  | 第116回公演 | 「青年がみな死ぬとき」キノトール               | 戸部信一                                          |                     |
| 2002年 | 11月 | 第117回公演 | 「サンシャイン・ボーイズ」                     | N・サイモン                                       | 酒井洋子            |
| 2003年 | 2月  | 第118回公演 | 「ちゃんとした道」                             | 小川未玲                                          | 熊倉一雄            |
| 2003年 | 5月  | 第119回公演 | 「屋上桟敷の人々」                             | 野田治彦                                          | 西川信廣            |
| 2003年 | 8月  | 第120回公演 | 「九月になれば」                               | J・チン                                           | 酒井洋子            |
| 2003年 | 11月 | 第121回公演 | 「ドアをあけると…」                            | A・エイクボーン                                   | 勝田安彦            |
| 2004年 | 3月  | 第122回公演 | 「マチのモノガタリ」                           | 森江賢二                                          | 納谷悟朗            |
| 2004年 | 5月  | 第123回公演 | 「もやしの唄」                                 | 小川未玲                                          | 保科耕一            |
| 2004年 | 7月  | 第124回公演 | 「星逢井戸命洗濯」                             | 岡本螢                                            | 永井寛孝            |
| 2004年 | 9月  | 第125回公演 | 「半変化束恋道中」                             | 岡本螢                                            | 永井寛孝            |
| 2004年 | 11月 | 第126回公演 | 「ルームサービス」                             | J・マレー A・ボレッツ                             | 酒井洋子            |
| 2005年 | 3月  | 第127回公演 | 「エスケープ フロム ハピネス」                 | J・F・ウォーカー                                  | 青柳敦子            |
| 2005年 | 5月  | 第128回公演 | 「朝の時間」                                   | 水谷龍二                                          | 永井寛孝            |
| 2005年 | 11月 | 第129回公演 | 「暗くなったら帰っておいで -イディの一生-」    | J・チン                                           | 酒井洋子            |
| 2006年 | 6月  | 第130回公演 | 「キメラの山荘」                               | 野田治彦                                          | 西川信廣            |
| 2006年 | 11月 | 第131回公演 | 「大都映画撮影所物語」                         | 本庄慧一郎                                        | 永井寛孝            |
| 2007年 | 4月  | 第132回公演 | 「エリック&ノーマン」                          | M・クーニー 小田島恒志 訳                         | 平野智子            |
| 2007年 | 11月 | 第133回公演 | 「忘れられランド」                             | 小川未玲                                          | 保科耕一            |
| 2008年 | 1月  | 第134回公演 | 「エリック&ノーマン」                          | M・クーニー 小田島恒志 訳                         | 平野智子            |
| 2008年 | 6月  | 第135回公演 | 「トムとディックとハリー」                     | レイ＆マイケル・クーニー                          | 平野智子            |
| 2008年 | 10月 | 第136回公演 | 「フレディ」                                   | ロバート・トマ                                    | 上原一子            |
| 2009年 | 8月  | 第137回公演 | 「風と共に来たる」                             | R・ハッチンソン 酒井洋子 訳                       | 酒井洋子            |
| 2009年 | 11月 | 第138回公演 | 「お手を拝借！」                               | ラサール石井                                      | ラサール石井        |
| 2010年 | 4月  | 第139回公演 | 「白い病気」                                   | カレル・チャペック                                | 永井寛孝 脚色・演出 |
| 2010年 | 9月  | 第140回公演 | 「日本人のへそ」                               | 井上ひさし                                        | 熊倉一雄            |
| 2011年 | 5月  | 第141回公演 | 「風と共に来たる」                             | R・ハッチンソン 酒井洋子 訳                       | 酒井洋子            |
| 2011年 | 11月 | 第142回公演 | 「アラカン！」                                 | 唐沢伊万里                                        | 永井寛孝            |
| 2012年 | 6月  | 第143回公演 | 「もやしの唄」                                 | 小川未玲                                          | 保科耕一            |
| 2012年 | 10月 | 第144回公演 | 「プロポーズ・プロポーズ」                     | N・サイモン 酒井洋子 訳                           | 酒井洋子            |
| 2013年 | 5月  | 第145回公演 | 「バレるぞ急げ ～Run for You Wife～」          | レイ・クーニー 中川千尋 訳                        | 永井寛孝            |
| 2013年 | 11月 | 第146回公演 | 「ハレクイネイド」                             | テレンス・ラティガン                              | 保科耕一            |
| 2014年 | 6月  | 第147回公演 | 「おかしな二人《男性版》」                     | ニール・サイモン 酒井洋子 訳                      | 酒井洋子            |
| 2014年 | 6月  | 第147回公演 | 「おかしな二人《女性版》」                     | ニール・サイモン 酒井洋子 訳                      | 平野智子            |
| 2014年 | 11月 | 第148回公演 | 「遭難姉妹と毒キノコ」                         | 鈴木聡                                            | 永井寛孝            |
| 2015年 | 5月  | 第149回公演 | 「けっこうな結婚」                             | マイケル・ジェイコブズ 常田景子 訳                | 高橋正徳            |
| 2015年 | 10月 | 第150回公演 | 「諸国を遍歴する二人の騎士の物語」             | 別役実                                            | 永井寛孝            |
| 2016年 | 5月  | 第151回公演 | 「淑女はここにいる」                           | 田村孝裕                                          | 田村孝裕            |
| 2016年 | 9月  | 第152回公演 | 「バッファローの月」                           | ケン・ラドウィッグ 勝田安彦 訳                    | 勝田安彦            |
| 2017年 | 8月  | 第153回公演 | 「八月の人魚たち」                             | J・ジョーンズ N・ホープ J・ウーテン 鈴木小百合 訳 | 酒井洋子            |
| 2018年 | 1月  | 第154回公演 | 「カレンダー・ガールズ」                       | ティム・ファース 常田景子 訳                      | 高橋正徳            |
| 2018年 | 8月  | 第155回公演 | 「青い鳥たち、カゴから」                       | 土田英生                                          | 土田英生            |
| 2018年 | 12月 | 第156回公演 | 「おかしな二人」                               | N・サイモン 酒井洋子 訳                           | 酒井洋子            |
| 2019年 | 8月  | 第157回公演 | 「バグ・ポリス」                               | P・S・スミス 常田景子 訳                          | 永井寛孝            |
| 2019年 | 12月 | 第158回公演 | 「IS HE DEAD？」                               | M・トウェイン 小田島恒志 訳                       | 平野智子            |
| 2022年 | 4月  | 第159回公演 | 「ママごと」                                   | 田村孝裕                                          | 田村孝裕            |

## 所属俳優

### 男性

#### 劇団演技部
- 粟野志門
- 池田祐幸
- 市瀬龍司
- IKKAN
- 上間幸徳
- 大和田昇平
- 落合弘治
- 加藤拓二
- 亀井良太
- 川田栄
- 川本克彦
- ケンコー
- 後藤敦
- 小山嘉文
- 佐藤裕樹
- 佐渡貴之
- 沢りつお
- 瀬田俊介
- 竹若拓磨
- 多田野曜平
- 永山創士
- 田中英樹
- トミー関
- 永井寛孝
- 根本泰彦
- 納田洸太
- 浜野基彦
- 早川諄
- 林一夫
- 藤井雄太
- 藤原堅一
- まえだゆきのり
- 松澤太陽
- 松原政義
- 溝口敦士
- 安原義人
- 山崎哲也

#### 放送映画部
- 遠藤純平
- 岡田誠
- 金子大介
- 佐山陽規
- 清水裕亮
- 神頼人
- 髙倉直人
- 田村円
- 寺畠陸
- 仁木祥太郎
- 古川隼大
- 山崎祐輔
- 矢島正明

##### 準所属
- 小野沢嵩康
- 丹羽隼人
- 外雄二

### 女性

#### 劇団演技部
- 稲熊美緒
- 岡のりこ
- 沖田愛
- 奥村円佳
- 小野寺亜希子
- おまたかな
- きっかわ佳代
- 黒川なつみ
- 五味真由子
- 小宮和枝
- 小山友香里
- 近藤泰代
- さとう優衣
- 澤山佳小里
- 縞典花
- 重田千穂子
- 島美弥子
- 杉村理加
- 高橋直子
- 立花かおる
- 田中真理也
- 田辺静恵
- 中芝綾
- 中山愛子
- にしかわ風羽
- 野口絵美
- 早川京子
- 火野カチ子
- 真嶌美緒
- 丸山裕子
- 丸山真奈実
- 南風佳子
- 宮崎亜友美
- 村中実枝
- 森澤早苗
- 薬師寺種子
- 山西愛子
- 吉川亜紀子
- 吉田しおり
- 吉村いろり
- 渡邊くらら
- 渡辺真砂子

#### 放送映画部
- 荒井小夜子
- 荒巻まりの
- 石川悦子
- 泉佳奈
- 梅村さえ
- 木村聡子
- 葛谷知花
- 土田ゆきな
- 中村おとわ
- 西岡璃南
- 橋爪紋佳
- 水野貴以
- 宮山知衣
- 森加織
- 横山友香
- 吉元里謹
- RICO
- 渡邉紀穂

##### 準所属
- 井上久礼亜
- 樹瑞
- 梅村美緒奈
- 北村芽久
- 江芙由美
- 白河原桃佳
- 日名瀬陽菜
- 弘末真帆
- 船橋舞
- 細田夏帆
- 真川夏妃
- 松島陽
- 宮川とみえ
- 最上あい
- 本村友香

## かつて所属していた俳優

### 男性
- 朝戸鉄也（在籍中に死去）
- 安西正弘（在籍中に死去）
- 池水通洋（現所属：青二プロダクション）
- 伊沢弘（現所属：劇団ビッグフェイス主宰）
- 石井隆夫（在籍中に死去）
- 石黒久也（現所属：宝井プロジェクト）
- 石森達幸（アーツビジョンに移籍後死去）
- 市川治（フリーに転向後死去）
- 市村昌治
- 伊武雅刀（現所属：パパドゥ）
- 入江崇史（現所属：CINEMAST）
- 植木圭（現所属：劇団銅鑼、プロダクション・タンク（業務提携））
- 上島竜兵（太田プロダクションに移籍後死去）
- 江良潤（現所属：Grue、劇団風の街）
- 沖恂一郎（在籍中に死去）
- 奥野義章（現所属：プロダクション・タンク）
- 落合佑介（オフィスPACに移籍後引退）
- 梶哲也（在籍中に死去）
- 金子達
- 神谷明（現所属：冴羽商事）
- 北沢彪（在籍中に死去）
- 銀河万丈（現所属：青二プロダクション）
- 熊倉一雄（代表取締役・在籍中に死去）
- 倉口佳三
- 倉根啓幸（現所属：プロダクション・タンク）
- 小池浩司（引退）
- 小宮孝泰（現所属：オフィスPSC）
- 槐柳二（在籍中に死去）
- 阪脩（現所属：青二プロダクション）
- 作間功
- 塩見竜介（在籍中に死去）
- 島田敏（現所属：青二プロダクション）
- 仁内建之（在籍中に死去）
- 菅原一高
- 瀬下和久（在籍中に死去）
- 曽我部和恭（引退後死去）
- 高橋大輔（現所属：東京俳優生活協同組合）
- 田の中勇（青二プロダクションに移籍後死去）
- 田村三郎（在籍中に死去）
- 辻村真人（81プロデュースに移籍後死去）
- 寺門ジモン（現所属：太田プロダクション）
- 中江真司（青二プロダクションに移籍後死去）
- 中村有志（現所属：株式会社BBE）
- 永江智明（現所属：岩渕ぐるうぷ）
- 中西俊彦（現所属：東京俳優生活協同組合）
- 納谷悟朗（在籍中に死去）
- 南部虎弾（株式会社BBE）
- 西崎章治
- 二見忠男（オールスタッフに移籍後死去）
- 藤井敏夫（現所属：オフィス天童）
- 古屋道秋
- 水島晋
- 峰恵研（在籍中に死去）
- 牟田悌三（村上事務所に移籍後死去）
- 村越伊知郎（在籍中に死去）
- 八代駿（在籍中に死去）
- 矢田耕司（青二プロダクションに移籍後死去）
- 谷津勲（宝井プロジェクトに移籍後死去）
- 山岡八幸（現所属：クロスポイント）
- 山下啓介（在籍中に死去）
- 山田康雄（在籍中に死去）
- ラサール石井（現所属：石井光三オフィス）
- 渡辺正行（現所属：なべや）
- 和田文夫（退団後に死去）

### 女性
- 安達忍（現所属：ムーブマン）
- 池ふうな（現所属：プロダクション・タンク）
- 石川寛美（現所属：81プロデュース、演劇集団キャラメルボックス）
- 一城みゆ希（ぷろだくしょんバオバブに移籍後死去）
- 井上祐子（現所属：プロダクション・タンク）
- 雨蘭咲木子（現所属：青二プロダクション）
- 太田淑子（在籍中に死去）
- 佳川紘子
- 勝生真沙子（現所属：81プロデュース）
- 花東あず咲（現所属：プランダス）
- 河崎早春（現所属：プロダクション・タンク）
- 川路夏子（退団後死去）
- 小林優子（現所属：81プロデュース）
- 小林麻由子
- 近藤玲子（マウスプロモーションに移籍後死去）
- 杉山佳寿子（現所属：青二プロダクション）
- 坂本千夏（現所属：アーツビジョン）
- 瀬能礼子（在籍中に死去）
- 島本須美（フリー）
- 高橋和枝（フリー転向後死去）
- 滝本ゆに（現所属：夢工房）
- 田中あい（現所属：プロダクション・タンク）
- 田中杏沙（現所属：マウスプロモーション）
- 田中真弓（現所属：青二プロダクション）
- 寺川府公子
- 富永美沙子（在籍中に死去）
- 中島喜美栄
- 沼波輝枝（退団後死去）
- 野沢直子（現所属：吉本興業）
- 林りんこ（現所属：プロダクション・タンク）
- 平井道子（在籍中に死去）
- 牧野和子
- 松金よね子（現所属：ノックアウト）
- 馬渕真希（現所属：プロダクション・タンク 劇団銅鑼預かり）
- 翠準子
- 宮嶋泰子（元：テレビ朝日アナウンサー）
- 武藤礼子（青二プロダクションに移籍後死去）
- 森澤早苗（現所属：宝井プロジェクト）
- 渡辺菜生子（現所属：青二プロダクション）
- 和田良子[14]

## 所属する演出家・作家
- 青柳敦子
- 上原一子
- 大田創
- 奥田啓人
- 小川こういち
- 金子武男
- 小山希美
- 小山嘉文
- 戸部信一
- 永井寛孝
- 平野智子

## かつて所属していた演出家・作家
- 井上ひさし
- 岡本克己
- キノトール
- 前田武彦
- 岡本螢

## 団友
- 白戸規之
- 鈴木利秋

## 劇団員が多数出演した作品

### 実写作品
- 東映作品に多数
  - ガンマー第3号 宇宙大作戦
  - 仮面ライダーシリーズ[注釈 3]
  - 変身忍者 嵐
  - ゴルゴ13
  - ザ・カゲスター
  - 超神ビビューン
  - 冒険ファミリー ここは惑星0番地
  - 超電子バイオマン
  - 兄弟拳バイクロッサー
- 昆虫大戦争
- 宇宙家族ロビンソン
- ウルトラシリーズ
  - ウルトラセブン
  - 帰ってきたウルトラマン
  - ウルトラマンA
- SFドラマ 猿の軍団[注釈 4]
- 円盤戦争バンキッド
- 怪奇大作戦
- 緊急指令10-4・10-10
- ジャンボーグA
- 日本沈没（1973年版）
- ノストラダムスの大予言
- バトルホーク
- ファイヤーマン
- 冒険ロックバット
- ミラーマン

### アニメ
- あたらしい日本の民話シリーズ
- 宇宙戦艦ヤマトシリーズ[注釈 5]
- 王立宇宙軍 オネアミスの翼
- 海底少年マリン
- キリン名曲ロマン劇場
- 激走!ルーベンカイザー
- 原始少年リュウ
- 11ぴきのねこ
- 正義を愛する者 月光仮面[注釈 6]
- 小さなバイキングビッケ
- ドラえもん[注釈 7]
- パンダコパンダ
- パンダコパンダ 雨ふりサーカスの巻
- ひみつのアッコちゃん（1969年版）
- 氷河戦士ガイスラッガー[注釈 8]
- ふしぎなメルモ（1971年版）
- 魔法のマコちゃん
- まんがふるさと昔話
- 勇者ライディーン
- ラ・セーヌの星
- ルパン三世シリーズ[注釈 9]

### その他
- ひょっこりひょうたん島
- ネコジャラ市の11人
- 『夜はともだち』枠内で放送のラジオドラマ[注釈 10]
- 忍風カムイ外伝
- まんが宇宙大作戦